# Landaff
Landaff är en kommun (town) i Grafton County i delstaten New Hampshire, USA. Vid folkräkningen år 2000 bodde 378 personer på orten. Den har enligt United States Census Bureau en area på totalt 73,7 km² varav 0,2 km² är vatten. 